# DC 스트리트카
DC 스트리트카(DC Streetcar)는 워싱턴 D.C.에서 운행되고 있는 노면전차망이다. 2017년 기준 H 스트리트(H Street)와 베닝 로드(Benning Road) 간을 2.2 마일에 잇는 노선이다.
현대 전차는 워싱턴 D.C.의 1962년 이전 옛 전차 체계의 해체 이후 최초로 운행되었다. 워싱턴 D.C.는 2009년 애너코스티어(Anacostia)와 베닝(Benning)의 2개 노선이 노후 상업 지구를 재활성화하기 위해 선정되기 시작했다. 이 시스템은 콜롬비아 특별행정구 교통부(DDOT)가 소유하고 있으며, 프랑스 운송회사인 RATP 그룹이 첫 운영 업체로 선정되었다.
이 시스템의 H 스트리트/베닝 로드 선(H Street / Benning Road Line)은 2016년 2월 27일에 정식 운행을 개시했다.

## 철도 차량

### 현행 차량

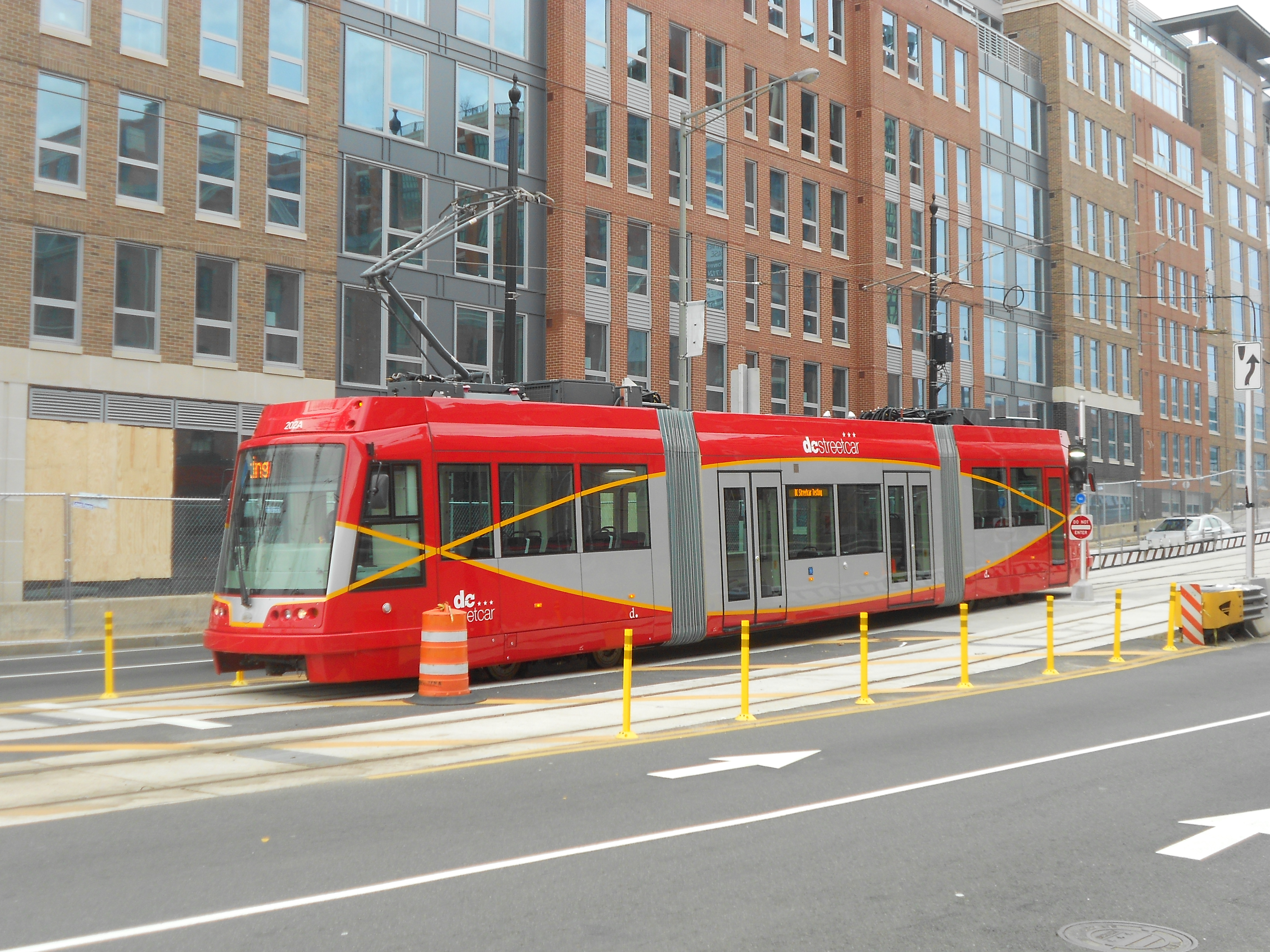
2014년 12월에 H 스트리트 NE를 따라 시운전인 DC 스트리트카용 유나이티드 스트리트카제 전차

D.C. 정부는 이 노선에서 운행하는 여섯 대의 전차를 소유하고 있으며, 두 제조업체가 비슷한 설계를 한 것이다.
101에서 103까지 번호가 매겨진 첫 번째 3대의 노면 전차는 2005년에 주문되었으며 2007년에 애너코스티어 선 대응으로 체코의 이네콘(Inekon)에서 제조되었으나, 워싱턴에 노선 건설이 지연됨에 따라 2009년 12월까지 체코에 머물렀다. 이들 모델 12 트리오(model 12 Trio)이다. 초기 13-001부터 13-003까지 번호가 매겨진(이후 201-203으로 번호가 다시 매겨짐) 두 번째 전차는 이네콘과 슈코다(Škoda)가 공동 개발한 슈코다 디자인(슈코다 10T 모델)을 기반으로 2013년 미국의 오리건주의 유나이티드 스트리트카(United Streetcar)에서 제조했으며, 공유된 설계 이력은 두 설계간의 유사성을 말해주고 있다. 이 모델은 유나이티드 스트리트카 모델 100이다. 첫 번째 유나이티드 차량은 2014년 1월에, 2014년 6월에는 3번째로 DC 스트리트카에 전달되었다. 시각적으로, 유나이티드 차량은 다른 섬유유리 운전석 칸과 카울링이 있는 외관의 이네콘 차량과 다르다. 그러나 총체적인 치수는 동일하다.
2009년 12월 이후로, 3대의 이네콘 트램 차량이 메트로의 그린벨트 레일 야드(Greenbelt Rail Yard)에 주박했다. 각 차량은 폭이 8 ft (2.438 미터)이고 길이가 66 피트 (20.12 m)이며, 각 차량은 3개의 연결부로 1편성을 구성하여, 굴절 트램으로 알려진 디자인이다.

### 차량 문제
DDOT가 유나이티드 스트리트카와 2011년 중반 H 스트리트/베닝 로드 선을 위한 전차 제조 계약을 체결했음에도 불구하고 이 계약은 철회되었으며, 새로운 입찰가가 요구되었다. D.C. 시의회의 교통위원회 위원장인 메리 체(Mary Cheh)는 DDOT의 전차 프로젝트 관리가 대중의 신뢰를 잃었으며, 시스템 운영을 위한 독립적인 권한을 설립하는 법안을 모색 할 것이라고 말했다. 2012년 4월 유나이티드 스트리트카에 2대의 전차에 대해 새로운 계약이 수여되었으며, 2012년 8월에 3대의 차량 주문이 확장되었다.

## 역 목록
DC 스트리트카에서 제공되는 8곳의 정거장은 아래와 같다.
- 유니언 역(Union Station) : 암트랙, MARC 트레인, VRE, 메트로 빨간선과 환승(메트로 유니언 역)
- 3번가(3rd Street)
- 5번가(5th Street)
- 8번가(8th Street)
- 13번가(13th Street)
- 15번가(15th Street)
- 19번가(19th Street)
- 오클라호마 애비뉴(Oklahoma Avenue)

베닝 로드 행 연장으로 계획중인 5개의 추가역은 아래와 같다.
- 킹맨 아일랜드(Kingman Island)
- 34번가(34th Street)
- 39번가(39th Street)
- 42번가(42nd Street)
- 베닝 로드(Benning Road) : 메트로 파란선 및 은선과 환승

## 같이 보기
- 노면전차